# Ulrich Grauert
Ulrich Grauert, nemški vojaški pilot in general, * 6. marec 1889, Berlin, † 15. maj 1941, Saint Omer, Francija.

## Napredovanja
- Fähnrich (13. marec 1909)
- poročnik (27. januar 1910)
- nadporočnik (25. februar 1915)
- stotnik (18. avgust 1917)
- major (1. februar 1929)
- podpolkovnik (1. oktober 1932)
- polkovnik (1. julij 1934)
- generalmajor (1. oktober 1936)
- generalporočnik (20. april 1938)
- general letalcev (1. oktober 1939)
- generalpolkovnik (19. julij 1940)

## Odlikovanja
- viteški križ železnega križa (29. maj 1940)
- 1914 železni križec I. razreda
- 1914 železni križec II. razreda
- RK des Kgl. Preuss. Hausordens von Hohenzollern mit Schwertern
- Kgl. Preuss. Flugzeugbeobachter-Abzeichen
- k.u.k. Österr. Orden der Eisernen Krone III. Klasse mit der Kriegsdekoration
- Kgl. Preuss. Flieger Erinnerungs-Abzeichen
- Ehrenkreuz für Frontkämpfer
- Wehrmacht-Dienstauszeichnung IV. bis I. Klasse
- Gemeinsames Flugzeugführer- und Beobachter-Abzeichen
- Spange zum EK I
- Spange zum EK II